# Krisztián
A Krisztián férfinév görög eredetű, a latin közvetítéssel átvett Christianus név rövid alakja. Jelentése: krisztusi, Krisztushoz tartozó. 
Női névpárja a Krisztina, Krisztiána. A szót a magyar nyelvben kereszténynek is fordítják.
A nagy etimológiai szótár szerint a Krisztián szláv eredetű szó: a horvát krstijan, a szlovén kristjan, a szlovák kresťan – vagyis „keresztény” – vagy közvetlenül, vagy a latin Christianus közvetítésével a görög Khrisztianosz – „Krisztusi” – szóból erednek. A szótár szerint a magyar szó forrása a horvát vagy szlovén volt; a szóeleji mássalhangzó-torlódás ejtéskönnyítő magánhangzóval való feloldása révén előbb kirisztján, majd hangrendi kiegyenlítődéssel keresztyén alak jött létre. A 16. század óta mutatható ki a Krisztián alakváltozat, amely egyértelműen utal a latin Christianus alakra.

## Rokon nevek
- Keresztély

## Gyakorisága
Az 1990-es években igen gyakori név, a 2000-es évek elején a 22–28. leggyakoribb férfinév.

## Névnapok
- március 13.[2]
- július 27.[2]
- november 12.[2]
- december 20.[2]

## Híres Krisztiánok
- „Krisztián” utónevű személyek szócikkeinek listája a Wikidata alapján
- „Chrétien” utónevű személyek szócikkeinek listája a Wikidata alapján
- „Christian” utónevű személyek szócikkeinek listája a Wikidata alapján
- „Cristiano” utónevű személyek szócikkeinek listája a Wikidata alapján
- „Kristian” utónevű személyek szócikkeinek listája a Wikidata alapján